# Dëshira
Dëshira är ett kvinnonamn av albanskan dëshirë ’önskan.’
3 kvinnor har Dëshira som tilltalsnamn i Sverige (enligt en sökning år 2018).